# Claudius (Hausmeier)
Claudius war ein merowingischer Hausmeier im Teilreich Burgund im frühen 7. Jahrhundert. 
Über Claudius ist nur wenig bekannt. Er war offenbar gallorömischer Herkunft, in der Fredegarchronik werden seine Intelligenz, Bildung und Fähigkeiten hervorgehoben (Fredegar IV 28). Er ist für das Jahr 606 als Hausmeier für König Theuderich II., der über das Teilreich Burgund herrschte, belegt. Wie lange Claudius dieses Amt bekleidete, ist aber unbekannt. Er war wohl wie der Gallorömer Protadius ein Günstling Brunichildes, die mit diesen Ernennungen auch ein Gegengewicht zu den fränkischen Großen schaffen wollte, die ihr ablehnend gegenüberstanden.